# Войково (Алтайский край)
Войково — упразднённый посёлок в Кулундинском районе Алтайского края. Находился на территории Курского сельсовета. Ликвидировано в 1975 году.

## География
Располагалось у юго-западной оконечности озера Улькенколь.

## История
Основан в 1909 году. В 1928 году хутор Левобережный Сорский состоял из 18 хозяйств, основное население — украинцы. В составе Курского сельсовета Ключевского района Славгородского округа Сибирского края. Колхоз имени Войкова.

## Население
| год     | 1928 | 1948 | 1955 | 1959 |
| ------- | ---- | ---- | ---- | ---- |
| человек | 110  | 256  | 147  | 166  |